# Bromeliaceae
Las bromeliáceas o bromelias (Bromeliaceae) forman una familia de plantas monocotiledóneas que consta de arbustos o hierbas perennes, terrestres o epífitas, oriundas de las regiones tropicales y templadas de América salvo una sola especie al oeste de África, Pitcairnia feliciana. Poseen hojas arrosetadas, flores y brácteas coloridas y vistosas, y los estigmas típicamente retorcidos. Gracias a su dulce fruta, la especie más conocida en todo el mundo es la piña o ananá (Ananas comosus), un cultivo de regiones cálidas. La familia es reconocida por sistemas de clasificación modernos como el sistema de clasificación APG III (2009), y el APWeb (2001 en adelante). La circunscripción está muy consensuada y es la que se acepta tradicionalmente, siendo la familia monofilética tanto por caracteres morfológicos como por análisis moleculares de ADN.

## Descripción
Son hierbas perennes, terrestres o epífitas, a arbustos arrosetados. La familia es lo suficientemente diversa como para incluir a las "bromelias tanques" así como al género epífito Tillandsia, que recoge agua únicamente de unas estructuras en sus hojas llamadas tricomas (vellosidades), e incluso un gran número de suculentas que habitan los desiertos. La mayor bromeliácea es Puya raimondii, que alcanza los 3 o 4 m de altura en su parte vegetativa, con una espiga floral de entre 9 y 10 metros. La bromeliácea más pequeña es la Tillandsia usneoides, el "musgo español".
Poseen cuerpos de sílice solitarios usualmente asociados con células epidérmicas. Poseen en su superficie (al menos cuando jóvenes) tricomas como escamas, usualmente peltados, que absorben agua y minerales, ocasionalmente levemente estrellados.
Las raíces son absorbentes o funcionan para pegarse o raramente están ausentes.
El tallo es un caudex o raramente arborescente, usualmente ramificado en forma simpodial.

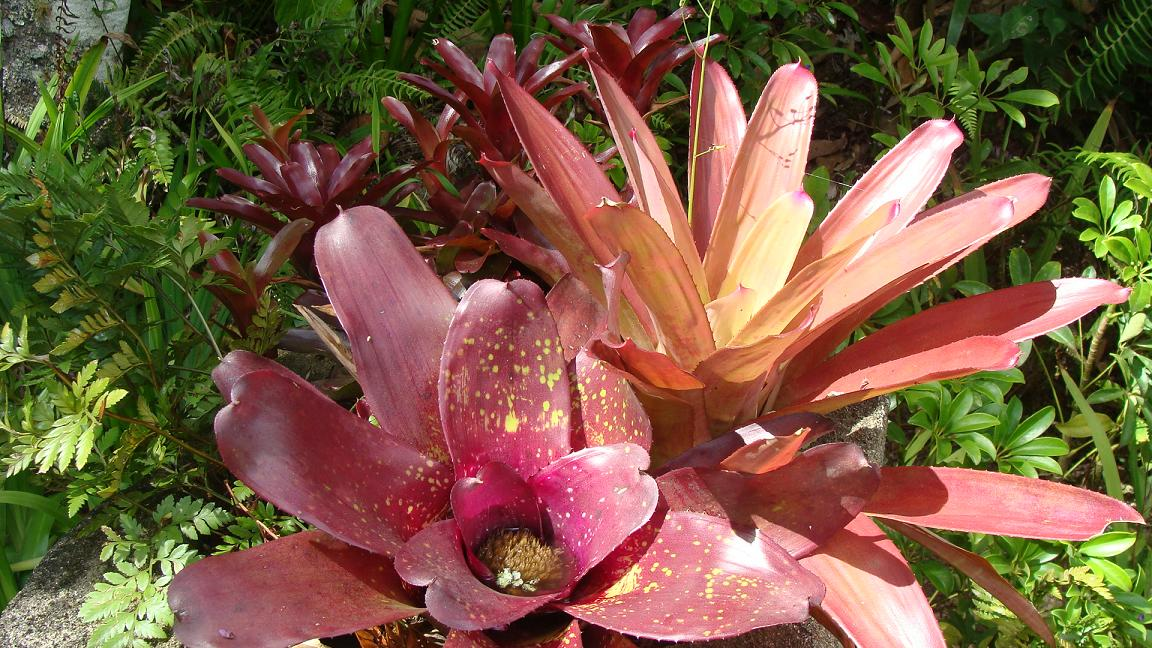
Variedades de bromelias con hojas superpuestas para almacenar el agua de lluvia, como puede verse en la imagen. Foto tomada en los Jardines Ecológicos Topotepuy en Baruta, estado Miranda, Venezuela.

Las hojas son de disposición alterna y espiral, muchas veces adaxialmente cóncavas, en algunas (las "bromelias tanque") superponiéndose apretadamente para formar una roseta basal que almacena agua de lluvia en una cavidad central. Las hojas son de margen entero a serradas y puntiagudas, simples, con venación paralela, con tejidos de almacenamiento de agua y canales de aire (muchas veces con células estrelladas), de base envainadora, sin estípulas. 
Las inflorescencias son indeterminadas, terminales. Bracteadas. Son una espiga, un racimo, o una cabeza, las brácteas muchas veces brillantemente coloreadas.
Las flores son usualmente bisexuales (raramente unisexuales), radiales o ligeramente zigomorfas, hipóginas o epíginas, con perianto diferenciado en cáliz y corola, nacen en las axilas de brácteas muchas veces fuertemente coloreadas. Los pétalos o los tépalos externos según el caso, usualmente con apéndices basales como escamas o endurecidos.
El cáliz consta de 3 sépalos, separados a basalmente connados, imbricados. 
La corola consta de 3 pétalos, separados a basalmente connados, muchas veces con un par de apéndices en la base, imbricados. 
El androceo consta de 6 estambres en 2 verticilos de 3, de filamentos separados a connados, a veces adnatos a los pétalos. Las anteras son de dehiscencia longitudinal e introrsa.
El polen es monosulcado o disulcado, o con 2 a muchos poros.
El gineceo consta de 3 carpelos connados, ovario súpero a ínfero, 3 lóculos, con placentación axilar, estilo solitario, 3 estigmas usualmente torcidos en espiral. Pocos a numerosos óvulos mayormente anátropos, bitegmicos.
Se suelen encontrar nectarios en los septos de los ovarios.
El fruto es una cápsula septicida o una baya, raramente una sorosis (Ananas). 
Las semillas muchas veces son aladas o con un grupo de pelos, o glabras.

## Ecología

Tillandsia usneoides de crecimiento epífito.

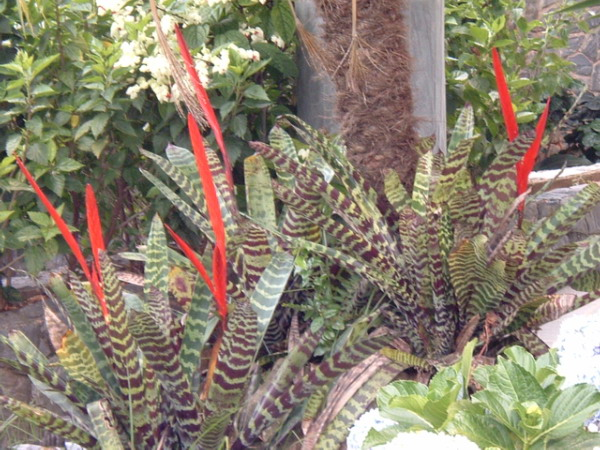
Vriesia, variedad cultivar.

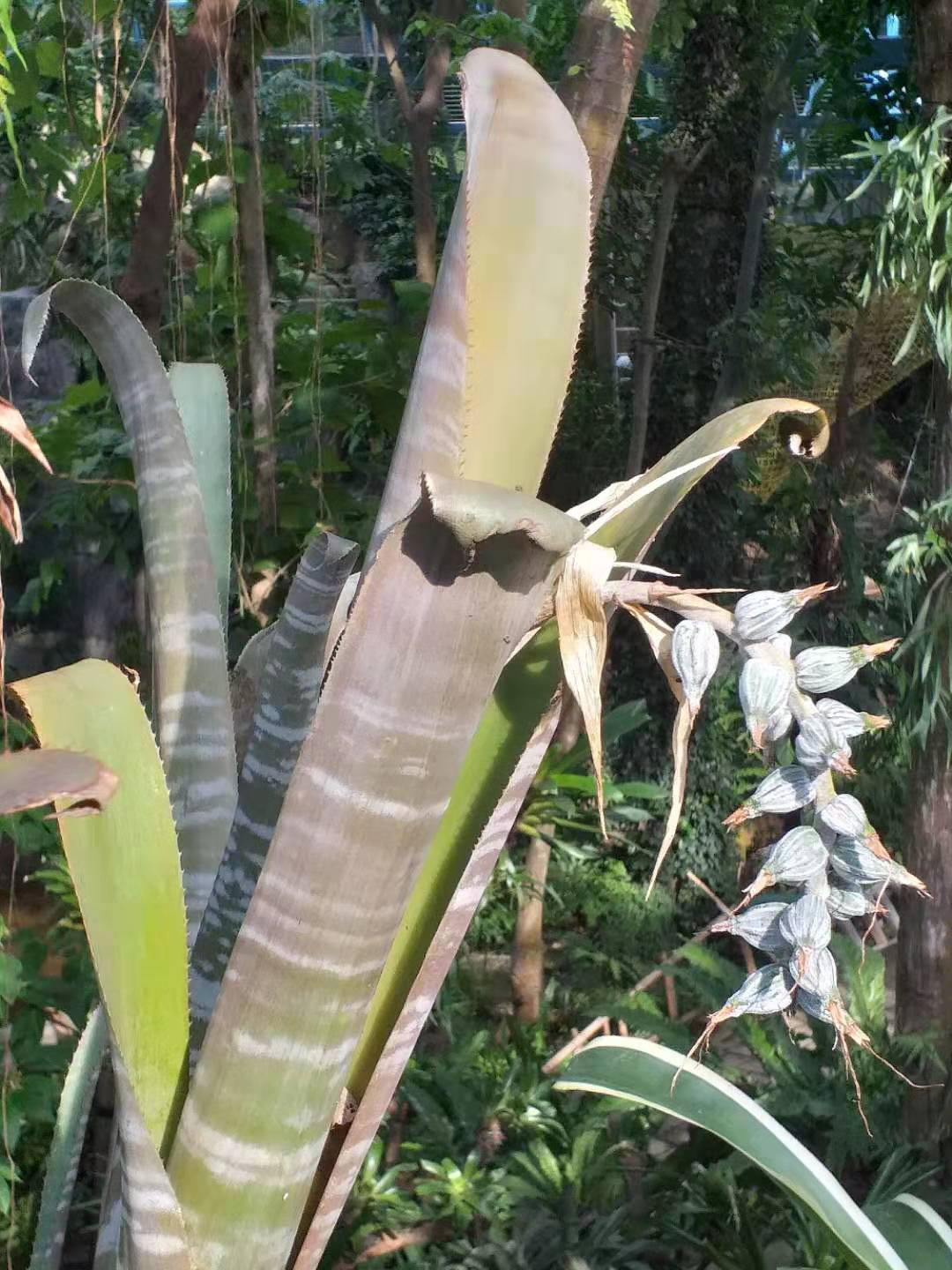
Billbergia vittata Brongniart

La familia se encuentra en las regiones tropicales a templadas cálidas de América (salvo una sola especie de Pitcairnia en África). Un importante número de ellas son epífitas de bosques montanos húmedos, pero también las hay de hábitats xerófitos. 
Las bromeliáceas muestran muchas adaptaciones al hábito epífito y al xerófito. Las hojas elongadas, más o menos cóncavas, son típicamente agrupadas en la base de la planta, y las bases envainadoras de las hojas típicamente retienen agua. La superficie de la hoja está cubierta por escamas peltadas que absorben agua, cada escama tiene un pie de una célula (viva) de espesor, mientras que las células radiadas de la escama están muertas a la madurez. Las células muertas se expanden cuando se mojan, llevando agua adentro y debajo de la escama, donde es tomada osmóticamente dentro de la hoja por las células del pie. La pérdida de agua está reducida por la ubicación de los estomas en surcos, y por una gruesa cutícula. Algunas juntan agua en la parte central mientras otras directamente absorben agua a través de sus elaboradas escamas. Tillandsia usneoides y T. recurvata crecen muy bien en los cables telefónicos: las raíces adventicias de la planta funcionan principalmente para mantener a la planta en su lugar.
Las flores vistosas son polinizadas por varios insectos, pájaros, y ocasionalmente murciélagos, y raramente por el viento. También puede haber flores cleistógamas. 
Las bayas de Bromelioideae son dispersadas por pájaros o mamíferos, mientras que las semillas aladas de Pitcairnioideae y las semillas con pelos de Tillandsioideae son dispersadas por el viento.
Las hojas de las bromelias son microhábitats acuáticos en el dosel del bosque, ya que capturan agua de lluvia y materia orgánica. Esto le permite a algunas especies, que dependen de medios acuáticos, colonizar el dosel del bosque tropical, como por ejemplo macroinvertebrados y anfibios.
Los árboles o las ramas que presentan mayor incidencia de luz solar tienden a presentar mayor cantidad de bromelias. Por el contrario los sectores que se orientan hacia el oeste reciben menor luz solar y por lo tanto menor número de bromelias. Además los árboles más gruesos presentan mayor cantidad de bromelias, posiblemente debido a que son más viejos y tienen mayor complejidad estructural.

## Filogenia[9]
La monofilia de Bromeliaceae está sostenida por datos moleculares (los sitios de restricción de DNA copia y la secuencia rbcL, Ranker et al. 1990, Chase et al. 1993, 1995a), por datos morfológicos, y posiblemente por un número cromosómico igual a 25 (Dahlgren et al. 1985, Gilmartin y Brown 1987, Varadajan y Gilmartin 1988, Smith y Till 1998). La familia probablemente representa un clado que divergió tempranamente dentro del superorden (Dahlgren et al. 1985, Linder y Kellogg 1995, Chase et al. 1995b). Los nectarios septales, si basales, pueden ser una plesiomorfía (carácter ancestral).
Dentro de Bromeliaceae los márgenes de hoja serrados, los ovarios súperos, y los frutos en cápsula con semillas aladas son todas probables plesiomorfías. La familia es tradicionalmente dividida en tres subfamilias: "Pitcairnioideae", Bromelioideae y Tillandsioideae.
Tillandsioideae es considerada monofilética por sus márgenes de hoja enteros, sus semillas con grupos de pelos, y sus escamas peltadas distintivas que tienen muchos anillos de células isodiamétricas en el centro de la escama y un grupo de 32 a 64 células que irradian de ellos. Este clado usualmente tiene ovarios súperos y el fruto es una cápsula.
Bromelioideae es considerada monofilética debido a su ovario ínferio y al fruto que es una baya.
"Pitcairnioideae" es parafilético, este grupo tiene hojas de margen serrado, ovario súpero, y el fruto es una cápsula con semillas aladas, todas éstas probablemente son plesiomorfías. 
Los análisis de secuencias de ndhF apoyan la monofilia de Tillandsioideae y Bromelioideae, y la parafilia de "Pitcairnioideae" (Terry et al. 1997a, b, Barfuss et al. 2005, Givnish et al. 2005). 
El hábito epífito evolucionó separadamente en Tillandsioideae y Bromelioideae.

## Taxonomía
La familia fue reconocida por el APG III (2009), el Linear APG III (2009) le asignó el número de familia 92. La familia ya había sido reconocida por el APG II (2003).
3 subfamilias, 51 géneros, 1520 especies. Las 3 subfamilias son Pitcairnioideae, Bromelioideae, y Tillandsioideae. Los géneros más representados son Tillandsia (450 especies), Pitcairnia (250 especies), Vriesia (200 especies), Aechmea (150 especies), Puya (150 especies), y Guzmania (120 especies).
La lista de géneros, según el APWeb (a enero del 2009):
- Abromeitiella Mez
- Acanthostachys Klotzsch
- Aechmea Ruiz & Pav.
- Alcantarea (E.Morren) Harms = Vriesea Lindl.
- Anacyclia Hoffmanns. = Billbergia Thunb.
- Ananas Mill.
- Andrea Mez
- Androlepis Brongn. ex Houllet
- Araeococcus Brongn.
- Aregelia Kuntze (SUS) = Nidularium Lem.
- Ayensua L.B.Sm.
- Bakerantha L.B.Sm. = Hechtia Klotzsch
- Bakeria Andre (SUH) = Hechtia Klotzsch
- Billbergia Thunb.
- Brewcaria L.B.Sm., Steyerm. & H.Rob.
- Brocchinia Schult.f.
- Bromelia L.
- Canistrum E.Morren
- Caraguata Lindl. (SUH) = Guzmania Ruiz & Pav.
- Catopsis Griseb.
- Chevaliera Gaudich. ex Beer = Aechmea Ruiz & Pav.
- Chirripoa Suess. = Guzmania Ruiz & Pav.
- Cipuropsis Ule = Vriesea Lindl.
- Connellia N.E.Br.
- Cottendorfia Schult.f.
- Cryptanthopsis Ule = Orthophytum Beer
- Cryptanthus Otto & A.Dietr.
- Deinacanthon Mez = Bromelia L.
- Deuterocohnia Mez
- Disteganthus Lem.
- Dyckia Schult.f.
- Encholirium Mart. ex Schult.f.
- Fascicularia Mez
- Fernseea Baker
- Fosterelia Airy Shaw (SUI) = Fosterella L.B.Sm.
- Fosterella L.B.Sm.
- Glomeropitcairnia Mez
- Gravisia Mez = Aechmea Ruiz & Pav.
- Greigia Regel
- Guzmania Ruiz & Pav.
- Hechtia Klotzsch
- Hesperogreigia Skottsb. = Greigia Regel
- Hohenbergia Schult.f.
- Hohenbergiopsis L.B.Sm. & Read
- Karatas Mill. = Bromelia L.
- Lamprococcus Beer = Aechmea Ruiz & Pav.
- Lindmania Mez
- Lymania Read
- Macrochordion de Vriese = Aechmea Ruiz & Pav.
- Massangea E.Morren = Guzmania Ruiz & Pav.
- Meziothamnus Harms = Abromeitiella Mez
- Mezobromelia L.B.Sm.
- Navia Schult.f.
- Neoglaziovia Mez
- Neoregelia L.B.Sm.
- Nidularium Lem.
- Niveophyllum Matuda = Hechtia Klotzsch
- Ochagavia Phil.
- Ortgiesia Regel = Aechmea Ruiz & Pav.
- Orthophytum Beer
- Pitcairnia L'Her.
- Placseptalia Espinosa = Ochagavia Phil.
- Platyaechmea (Baker) L.B.Sm. & Kress = Aechmea Ruiz & Pav.
- Podaechmea (Mez) L.B.Sm. & Kress = Aechmea Ruiz & Pav.
- Portea K.Koch
- Pothuava Gaudich. = Aechmea Ruiz & Pav.
- Prionophyllum K.Koch = Dyckia Schult.f.
- Pseudaechmea L.B.Sm. & Read
- Pseudananas Hassl. ex Harms
- Puya Molina
- Quesnelia Gaudich.
- Rhodostachys Phil. = Ochagavia Phil.
- Ronnbergia E.Morren & Andre
- Schlumbergeria E.Morren (SUH) = Guzmania Ruiz & Pav.
- Sincoraea Ule = Orthophytum Beer
- Sodiroa Andre = Guzmania Ruiz & Pav.
- Steyerbromelia L.B.Sm.
- Streptocalyx Beer
- Thecophyllum Andre = Guzmania Ruiz & Pav.
- Tillandsia L.
- Vriesea Lindl.
- Werauhia J.R.Grant.
- Wittmackia Mez = Aechmea Ruiz & Pav.
- Wittrockia Lindm.

## Importancia económica
Únicamente una bromelia, la Ananas comosus (la ananá o piña), es un importante y comercial cultivo para la alimentación. El ananá es un fruto compuesto de bayas fusionadas asociadas con un eje de la inflorescencia carnoso y un poco fibroso.  Su cultivo se ha extendido a muchos países tropicales.
Los tallos secos y las hojas de Tillandsia usneoides son usadas para empacar material. También como material decorativo y de protección en el cultivo de otras bromelias.
Muchas otras se cultivan como populares plantas ornamentales de jardín o de interior, como Aechmea,. Billbergia, Bromelia, Guzmania, Neoregelia, Pitcairnia, Tillandsia (Tillandsia aeranthos es el clavel del aire), y Vriesia.